# Nederlandse kampioenschappen schaatsen allround & sprint 2020
De Nederlandse kampioenschappen schaatsen allround & sprint 2020 in het langebaanschaatsen werden op 25 en 26 januari verreden op de overdekte schaatsbaan Thialf in Heerenveen, Friesland. Voor de mannen allround was het de 78e editie, voor de vrouwen allround de 62e editie, voor de mannen sprint de 52e editie en voor de vrouwen sprint de 38e editie. Het was voor de vijfde keer dat deze vier kampioenschappen tegelijkertijd plaatsvonden. Bij elk kampioenschap kwamen 20 deelnemers aan de start.
Heerenveen was voor de 21e keer de locatie voor het mannen allroundkampioenschap, voor de 19e keer voor het vrouwen allroundkampioenschap, voor de 15e keer voor het mannen sprintkampioenschap en voor de 11e keer voor het vrouwen sprintkampioenschap.
Van de eindpodiumgangers van 2019 kwam het trio bij de mannen en vrouwen allround ook deze editie aan de start. Bij de sprintkampioenschappen ontbraken Dai Dai Ntab (2e) bij de mannen en Jutta Leerdam (1e) bij de vrouwen.
In het mannenallroundtoernooi behaalde Jan Blokhuijsen na 2016 en 2017 zijn derde titel, het was zijn vijfde podiumplaats, in 2011 werd hij derde en in 2013 tweede. Marcel Bosker eindigde net als in 2019 op de tweede plaats, hiervoor eindigde hij in 2017 als derde en werd hij in 2018 kampioen. De titelverdediger, Douwe de Vries op plaats drie, behaalde zijn derde podiumplaats, in 2016 werd hij tweede. In het vrouwenallroundtoernooi behaalde Antoinette de Jong na 2016 haar tweede titel, het was ook haar tweede podiumplaats. Ook de nummer twee, Melissa Wijfje, behaalde haar tweede podiumplaats, in 2018 werd ze derde. De titelverdedigster, Carlijn Achtereekte, stond voor derde keer op het eindpodium, ze werd net als in 2017 derde.
In het mannensprinttoernooi ging de titel na eerst de diskwalificatie van de titelverdediger Hein Otterspeer op de eerste 1000 meter en de val op de tweede 500 meter van de klassementsleider na twee afstanden, Ronald Mulder, naar Kjeld Nuis die daarmee voor het eerst sprintkampioen werd. In 2014 behaalde hij met de derde plaats zijn enige andere podiumplaats. De bronzen medaillewinnaar van het vorige seizoen, Lennart Velema, nam deze editie op plek twee plaats. Gijs Esders op plaats drie behaalde zijn eerste podiumplaats. In het vrouwensprinttoernooi greep Letitia de Jong bij haar tiende deelname na 2018 voor de tweede keer de titel, vorig seizoen eindigde ze als tweede. De nummers twee en drie, respectievelijk Jorien ter Mors en juniore Femke Kok behaalden beide hun eerste podiumplaats.
Bij deze kampioenschappen konden de nationaal kampioenen de resterende startbewijzen voor de WK allround en WK sprint verdienen. Tijdens de NK afstanden van 2020 plaatsten Sven Kramer en Patrick Roest (dit middels een klassement over de 1500 en 5000 meter) en Antoinette de Jong en Ireen Wüst (1500 en 3000 meter) zich voor de allroundtoernooien. Dai Dai Ntab, Kai Verbij, Jutta Leerdam en Letitia de Jong plaatsten zich voor de sprinttoernooien. Kramer, Leerdam, Ntab, Roest en Verbij namen in het geheel niet deel aan deze kampioenschappen. Wüst kwam (alleen op de eerste dag) uit in het sprinttoernooi. De allroundkampioen bij de mannen Jan Blokhuijsen en de sprintkampioen bij de mannen Kjeld Nuis voegden zich bij de al gekwalificeerden. De twee resterende plekken gingen naar de nummers-2 Melissa Wijfje (vrouwen allround) en Jorien ter Mors (vrouwen sprint).
Van de afstandmedaillewinnaars in de allroundtoernooien nam iedereen ook dit jaar weer deel, met uitzondering van Tijmen Snel die dit jaar deelnam in het sprinttoernooi. In het sprinttoernooi ontbraken de afstandmedaillewinnaars Michel Mulder, Jan Smeekens, Pim Schipper en Ntab bij de mannen en Lotte van Beek en Leerdam bij de vrouwen. Bij de kampioenschappen van dit seizoen behaalden zes mannen in het allroundtoernooi een of meer van de twaalf te verdelen medailles, vier vrouwen deden dit in het allroundtoernooi en in de sprintkampioenschappen ook zes mannen en vrouwen.
Dit weekend werd 42x een persoonijkrecord op de afstanden gereden; in het allrounden vijftien bij de mannen en twaalf bij de vrouwen en in het sprinten negen bij de mannen en zes bij de vrouwen. Femke Kok bracht het wereldrecord op de sprintvierkamp bij de junioren tot 151.995.

## Programma
| zaterdag 25 januari | zondag 26 januari |
| --- | --- |
| 0500 meter vrouwen allround 0500 meter mannen allround 3000 meter vrouwen allround 0500 meter vrouwen sprint 0500 meter mannen sprint 1000 meter vrouwen sprint 1000 meter mannen sprint 5000 meter mannen allround | 1.1500 meter vrouwen allround 1.1500 meter mannen allround 1.5000 meter vrouwen allround 01.500 meter vrouwen sprint 01.500 meter mannen sprint 1.1000 meter vrouwen sprint 1.1000 meter mannen sprint 10.000 meter mannen allround |

## Podia

### Mannen allround
| Onderdeel      | 1e               | 2e                           | 3e             |         |
| -------------- | ---------------- | ---------------------------- | -------------- | ------- |
| Eindklassement | Jan Blokhuijsen  | Marcel Bosker                | Douwe de Vries | uitslag |
|                |                  |                              |                |         |
| 500 m          | Thomas Geerdinck | Louis Hollaar                | Tjerk de Boer  | uitslag |
| 5000 m         | Jan Blokhuijsen  | Marcel Bosker                | Douwe de Vries | uitslag |
| 1500 m         | Jan Blokhuijsen  | Marcel Bosker Douwe de Vries | -              | uitslag |
| 10.000 m       | Douwe de Vries   | Jan Blokhuijsen              | Marcel Bosker  | uitslag |

### Vrouwen allround
| Onderdeel      | 1e                  | 2e                  | 3e                  |         |
| -------------- | ------------------- | ------------------- | ------------------- | ------- |
| Eindklassement | Antoinette de Jong  | Melissa Wijfje      | Carlijn Achtereekte | uitslag |
|                |                     |                     |                     |         |
| 500 m          | Antoinette de Jong  | Melissa Wijfje      | Joy Beune           | uitslag |
| 3000 m         | Antoinette de Jong  | Carlijn Achtereekte | Melissa Wijfje      | uitslag |
| 1500 m         | Melissa Wijfje      | Antoinette de Jong  | Joy Beune           | uitslag |
| 5000 m         | Carlijn Achtereekte | Antoinette de Jong  | Melissa Wijfje      | uitslag |

### Mannen sprint
| Onderdeel      | 1e            | 2e              | 3e             |         |
| -------------- | ------------- | --------------- | -------------- | ------- |
| Eindklassement | Kjeld Nuis    | Lennart Velema  | Gijs Esders    | uitslag |
|                |               |                 |                |         |
| 500 m          | Ronald Mulder | Gijs Esders     | Jesper Hospes  | uitslag |
| 1000 m         | Kjeld Nuis    | Ronald Mulder   | Lennart Velema | uitslag |
| 500 m          | Gijs Esders   | Hein Otterspeer | Lennart Velema | uitslag |
| 1000 m         | Kjeld Nuis    | Lennart Velema  | Gijs Esders    | uitslag |

### Vrouwen sprint
| Onderdeel      | 1e              | 2e              | 3e                             |         |
| -------------- | --------------- | --------------- | ------------------------------ | ------- |
| Eindklassement | Letitia de Jong | Jorien ter Mors | Femke Kok                      | uitslag |
|                |                 |                 |                                |         |
| 500 m          | Letitia de Jong | Femke Kok       | Sanneke de Neeling Janine Smit | uitslag |
| 1000 m         | Letitia de Jong | Jorien ter Mors | Ireen Wüst                     | uitslag |
| 500 m          | Femke Kok       | Letitia de Jong | Jorien ter Mors                | uitslag |
| 1000 m         | Letitia de Jong | Jorien ter Mors | Femke Kok                      | uitslag |

## Klassementen

### Mannen allround
| #      | Schaatser        | 500m          | 5000m           | 1500m           | 10.000m         | Punten     |
| ------ | ---------------- | ------------- | --------------- | --------------- | --------------- | ---------- |
| Goud   | Jan Blokhuijsen  | 36,47 (4)     | 6.18,02 (1)     | 1.46,51 (1)     | 13.08,63 (2)    | 149,206    |
| Zilver | Marcel Bosker    | 36,75 (5)     | 6.18,32 (2)     | 1.46,74 (2)     | 13.11,18 (3)    | 149,721    |
| Brons  | Douwe de Vries   | 37,21 (9)     | 6.19,55 (3)     | 1.46,74 (2)     | 13.05,65 (1)    | 150,027    |
| 04     | Chris Huizinga   | 37,12 (6)     | 6.24,28 (5)     | 1.48,47 (5)     | 13.25,03 (6)    | 151,955    |
| 05     | Thomas Geerdinck | 35,50 (1) pr  | 6.35,87 (7)     | 1.49,75 (6)     | 13.32,68 (7)    | 152,304    |
| 06     | Kars Jansman     | 38,21 (17)    | 6.20,74 (4) pr  | 1.49,96 (7) pr  | 13.14,48 (4)    | 152,661 pr |
| 07     | Lex Dijkstra     | 37,48 (13)    | 6.27,62 (6)     | 1.50,86 (8)     | 13.24,01 (5) pr | 153,395 pr |
| 08     | Tjerk de Boer    | 36,31 (3)     | 6.46,49 (13)    | 1.47,02 (4) pr  | 14.07,37 (8)    | 155,000    |
| 09     | Victor Ramler    | 37,46 (10)    | 6.38,63 (8)     | 1.51,86 (13)    |                 | 114,609    |
| 10     | Jorick Duijzer   | 37,47 (11)    | 6.45,11 (11)    | 1.51,42 (10)    |                 | 115,121    |
| 11     | Jos de Vos       | 37,68 (14)    | 6.43,51 (9)     | 1.51,82 (12)    |                 | 115,304    |
| 12     | Teun de Wit      | 37,13 (8)     | 6.49,26 (16)    | 1.51,87 (14)    |                 | 115,346    |
| 13     | Yves Vergeer     | 37,69 (15)    | 6.43,53 (10)    | 1.51,95 (15) pr |                 | 115,359    |
| 14     | Lasse Hiddink    | 37,71 (16) pr | 6.47,77 (15) pr | 1.51,41 (9) pr  |                 | 115,623    |
| 15     | Sjoerd Kleinhuis | 37,47 (11) pr | 6.50,63 (17) pr | 1.52,24 (16)    |                 | 115,946    |
| 16     | Max Visscher     | 38,22 (18) pr | 6.47,19 (14) pr | 1.51,80 (11) pr |                 | 116,205    |
| 17     | Roel Boek        | 38,87 (20)    | 6.45,80 (12)    | 1.53,83 (17)    |                 | 117,393    |
| 18     | Jort Boomhouwer  | 37,12 (6)     | 7.04,21 (18)    | 1.56,01 (18)    |                 | 118,211    |
|        | Louis Hollaar    | 35,89 (2)     | DNS             |                 |                 | 035,890    |
|        | Marwin Talsma    | 38,78 (19)    | DNS             |                 |                 | 038,780    |

### Vrouwen allround
| #      | Schaatser           | 500m          | 3000m           | 1500m           | 5000m       | Punten     |
| ------ | ------------------- | ------------- | --------------- | --------------- | ----------- | ---------- |
| Goud   | Antoinette de Jong  | 38,94 (1)     | 4.00,66 (1)     | 1.55,94 (2)     | 6.58,38 (2) | 159,544    |
| Zilver | Melissa Wijfje      | 39,17 (2) pr  | 4.02,87 (3)     | 1.54,94 (1)     | 7.04,47 (3) | 160,408 pr |
| Brons  | Carlijn Achtereekte | 40,15 (4)     | 4.02,84 (2)     | 1.57,70 (5)     | 6.56,46 (1) | 161,502    |
| 04     | Joy Beune           | 39,43 (3)     | 4.06,10 (6)     | 1.56,08 (3)     | 7.09,69 (5) | 162,108    |
| 05     | Reina Anema         | 40,38 (8) pr  | 4.03,28 (4)     | 1.57,02 (4)     | 7.05,09 (4) | 162,441 pr |
| 06     | Esther Kiel         | 40,28 (6) pr  | 4.11,89 (7)     | 2.00,30 (9)     | 7.15,36 (6) | 165,897    |
| 07     | Roza Blokker        | 40,70 (12)    | 4.11,96 (8)     | 1.59,08 (6)     | 7.19,50 (7) | 166,336    |
| 08     | Aveline Hijlkema    | 40,31 (7)     | 4.12,28 (9)     | 2.00,05 (7)     | 7.21,02 (8) | 166,474 pr |
| 09     | Paulien Verhaar     | 40,38 (8) pr  | 4.15,90 (12)    | 2.00,28 (8)     |             | 123,123    |
| 10     | Sanne in 't Hof     | 40,94 (14)    | 4.15,04 (11)    | 2.01,55 (12)    |             | 123,962    |
| 11     | Sterre Jonkers      | 42,17 (19)    | 4.13,28 (10)    | 2.00,85 (10) pr |             | 124,666    |
| 12     | Muriël Meijer       | 40,52 (11)    | 4.23,15 (16)    | 2.01,34 (11)    |             | 124,824    |
| 13     | Roos Markus         | 40,46 (10) pr | 4.25,62 (18)    | 2.02,84 (13) pr |             | 125,676    |
| 14     | Ariane Smit         | 41,62 (17)    | 4.21,24 (14)    | 2.03,51 (15) pr |             | 126,330    |
| 15     | Marit Steunenberg   | 40,80 (13)    | 4.27,39 (20)    | 2.03,31 (14)    |             | 126,468    |
| 16     | Naomi van der Werf  | 41,12 (15) pr | 4.24,05 (17)    | 2.05,05 (16)    |             | 126,811    |
| 17     | Famke Minnee        | 41,93 (18)    | 4.25,82 (19) pr | 2.05,85 (17)    |             | 128,183    |
| 18     | Eline Jansen        | 43,08 (20)    | 4.22,60 (15)    | 2.08,73 (18)    |             | 129,756    |
|        | Merel Conijn        | 40,16 (5) pr  | 4.19,66 (13)    | DQ              |             | 083,436    |
|        | Esmee Visser        | 41,42 (16) pr | 4.04,59 (5)     | DNS             |             | 082,185    |

### Mannen sprint
| #      | Schaatser             | 500m          | 1000m           | 500m           | 1000m           | Punten     |
| ------ | --------------------- | ------------- | --------------- | -------------- | --------------- | ---------- |
| Goud   | Kjeld Nuis            | 35,47 (6)     | 1.08,88 (1)     | 35,46 (6)      | 1.08,63 (1)     | 139,685    |
| Zilver | Lennart Velema        | 35,36 (4)     | 1.09,44 (3)     | 35,16 (3)      | 1.08,99 (2)     | 139,735    |
| Brons  | Gijs Esders           | 35,22 (2)     | 1.10,01 (5)     | 35,12 (1)      | 1.09,12 (3)     | 139,905    |
| 04     | Jesper Hospes         | 35,29 (3)     | 1.10.52 (7)     | 35,22 (4)      | 1.10,51 (8)     | 141,025    |
| 05     | Tijmen Snel           | 35,88 (10)    | 1.09,84 (4)     | 35,39 (5)      | 1.10,00 (4)     | 141,190 pr |
| 06     | Janno Botman          | 35,68 (7)     | 1.10,93 (10)    | 35,71 (7)      | 1.10,28 (6)     | 141,995 pr |
| 06     | Merijn Scheperkamp    | 35,74 (9)     | 1.10,41 (6)     | 35,80 (10)     | 1.10,50 (7)     | 141,995 pr |
| 08     | Serge Yoro            | 35,92 (11)    | 1.10,85 (9)     | 35,71 (7) pr   | 1.10,25 (5) pr  | 142,180 pr |
| 09     | Thijs Govers          | 36,07 (13)    | 1.11,26 (12)    | 35,77 (9)      | 1.11,26 (11)    | 143,100    |
| 10     | Joost van Dobbenburgh | 36,15 (14)    | 1.11,27 (13)    | 36,19 (13)     | 1.10,52 (9)     | 143,235    |
| 11     | Elwin Jongman         | 36,17 (16) pr | 1.11,30 (14) pr | 35,83 (11) pr  | 1.11,35 (12)    | 143,325 pr |
| 12     | Kai in 't Veld        | 36,74 (19) pr | 1.11,16 (11) pr | 36,44 (14) pr  | 1.10,89 (10) pr | 144,205 pr |
| 13     | Niek Deelstra         | 36,03 (12)    | 1.12,00 (16)    | 36,09 (12)     | 1.12,42 (13)    | 144,330    |
| 14     | Joep Kalverdijk       | 36,70 (18)    | 1.11,96 (15)    | 37,08 (17)     | 1.13,33 (14)    | 146,425    |
|        | Stef Brandsen         | 36,24 (17)    | 1.14,09 (17)    | 36,57 (15)     | WDR             | 109,855    |
|        | Rem de Hair           | 37,00 (20)    | 1.14,55 (18)    | 36,64 (16)     | WDR             | 110,915    |
|        | Ronald Mulder         | 34,86 (1)     | 1.09,42 (2)     | 1.29,80 (18) * | DNS             | 159,370    |
|        | Tom Kant              | 36,16 (15)    | 1.10,76 (8)     | DNF            |                 | 071,540    |
|        | Hein Otterspeer       | 35,42 (5)     | DQ              | 35,15 (2)      |                 | 070,570    |
|        | Gerben Jorritsma      | 35,68 (7)     | WDR             |                |                 | 035,680    |

* met val

### Vrouwen sprint
| #      | Schaatsster        | 500m         | 1000m        | 500m          | 1000m               | Punten       |
| ------ | ------------------ | ------------ | ------------ | ------------- | ------------------- | ------------ |
| Goud   | Letitia de Jong    | 37,92 (1)    | 1.14,75 (1)  | 37,99 (2)     | 1.14,42 (1)         | 150,495 pr   |
| Zilver | Jorien ter Mors    | 38,43 (6)    | 1.15,07 (2)  | 38,20 (3)     | 1.15,31 (2)         | 151,820      |
| Brons  | Femke Kok          | 38,13 (2)    | 1.16,21 (26) | 37,94 (1)     | 1.15,64 (3) pr/BRjr | 151,995 WRjr |
| 04     | Sanneke de Neeling | 38,29 (3)    | 1.15,67 (4)  | 38,61 (8)     | 1.15,98 (6)         | 152,725      |
| 05     | Anice Das          | 38,57 (8)    | 1.16,09 (5)  | 38,48 (7)     | 1.15,79 (4)         | 152,990      |
| 06     | Janine Smit        | 38,29 (3)    | 1.17,01 (9)  | 38,23 (4)     | 1.16,91 (10)        | 153,480      |
| 07     | Dione Voskamp      | 38,31 (5) pr | 1.17,07 (10) | 38,47 (6)     | 1.17,12 (12)        | 153,875 pr   |
| 08     | Elisa Dul          | 39,13 (14)   | 1.16,56 (7)  | 38,95 (12)    | 1.15,88 (5)         | 154,300 pr   |
| 09     | Femke Beuling      | 38,60 (9)    | 1.17,43 (11) | 38,64 (9)     | 1.16,90 (9)         | 154,405 pr   |
| 10     | Helga Drost        | 38,81 (11)   | 1.17,64 (12) | 38,73 (10)    | 1.16,44 (7)         | 154,580      |
| 11     | Isabelle van Elst  | 38,65 (10)   | 1.16,92 (8)  | 39,25 (14)    | 1.16,86 (8)         | 154,790      |
| 12     | Michelle de Jong   | 38,91 (12)   | 1.19,77 (17) | 38,29 (5)     | 1.16,99 (11)        | 155,580 pr   |
| 13     | Esmé Stollenga     | 39,04 (13)   | 1.18,48 (14) | 39,91 (11)    | 1.17,82 (15)        | 156,100      |
| 14     | Manouk van Tol     | 39,22 (15)   | 1.17,82 (13) | 39,36 (15)    | 1.17,36 (13)        | 156,170      |
| 15     | Tessa Boogaard     | 39,66 (17)   | 1.19,22 (15) | 39,39 (16)    | 1.18,74 (15)        | 158,030      |
| 16     | Naomi Verkerk      | 39,33 (16)   | 1.20,21 (18) | 39,14 (13) pr | 1.19,20 (17) pr     | 158,175 pr   |
| 17     | Leeyen Harteveld   | 39,83 (18)   | 1.19,51 (16) | 40,03 (18)    | 1.17,50 (14) pr     | 158,365 pr   |
| 18     | Naomi Weeland      | 39,97 (19)   | 1.20,92 (19) | 39,58 (17)    | 1.20,19 (18) pr     | 160,105 pr   |
| 19     | Lianne van Loon    | 40,17 (20)   | 1.21,19 (20) | 40,08 (19)    | 1.21,53 (19)        | 161,610 pr   |
|        | Ireen Wüst         | 38,46 (7)    | 1.15,33 (3)  | WDR           |                     | 076,125      |